# مراهبه (روستا)
 مراهبه  به عربی ( الُمراهبَة )، روستایی است در دهستان حجح از توابع استان مأرب در کشور یمن در شبه جزیره عربستان.

## جمعیت
جمعیت آن ( ۱۲۰) نفر (۱۱ خانوار) می‌باشد.